# Kärkevagge

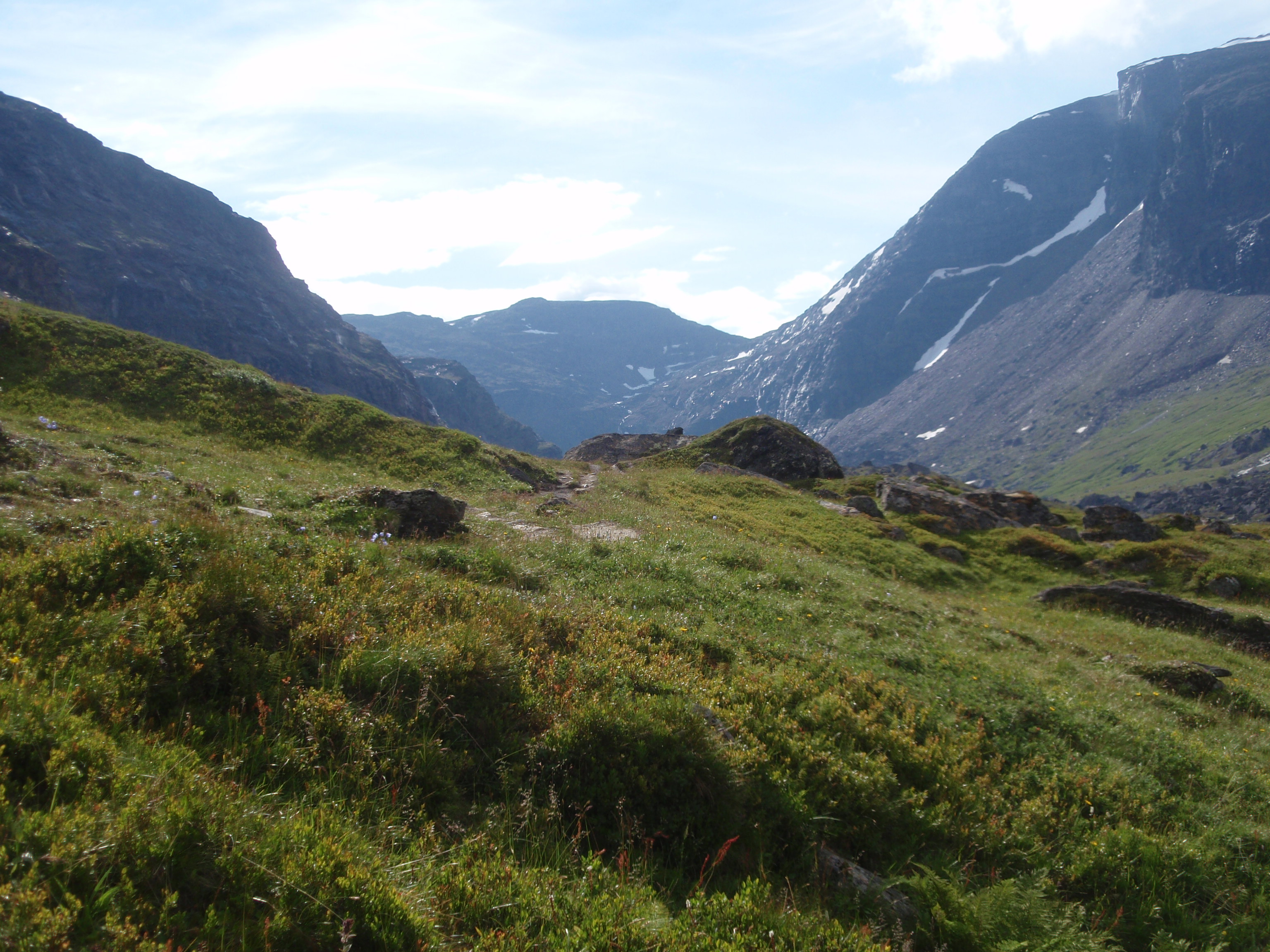
Kärkevagge sommartid

Kärkevagge, nordsamiska Geargevággi "stendalen", är en dalgång i nord-sydlig riktning belägen ungefär 15 kilometer öster om Riksgränsen mellan bergen Kärketjårrå och Vassitjåkka, söder om Vassijaures station i Kiruna kommun.
Det som skiljer Kärkevagge från övriga fjälldalar är de många och delvis mycket stora block som ligger utspridda över dalbotten. De är utspridda i hela dalen men bildar även en långsträckt vall i nordsydlig riktning. Storlekarna på blocken varierar, de största finns i den vall som dämmer upp Rissajaure, och kan vara på tusentals kubikmeter (stora som flervåningshus). Blocken är huvudsakligen inte rasmassor, vilket framgår av deras placering, utan de har transporterats dit av inlandsisen i samband med dess slutliga avsmältning då det låg en dalglaciär i dalen. De många blocken tros komma från bergras söder om Kärkevagge och från glaciärnischen Kärkereppe på dalens västra sida. Isen har sedan blivit avsnörpt i dalen och bildat en dödis, varvid de stora block som legat ovanpå isen har avlagrats på ytan.    
Kärkevagge är cirka sex kilometer lång. I söder slutar dalen tvärt med en brant bergvägg mot det fjäll som avskiljer Kärkevagge från Gorsabahta (den översta delen av dalgången Gohrsavággi (Kårsavagge)). Nedanför väggen ligger sjön Rissajaure, Trollsjön, uppdämd av en massiv vall av stenblock. Sjön skall ha Sveriges största siktdjup då det går att se ända ner till dess botten på 34 meter. 
Själva dalen är mycket vacker med sina grönskande ängar, gräshedar och blockansamlingar. Särskilt sluttningen i början av dalen är rikblommande med många sorters växter, bland annat fjällkvanne och purpurbräcka. 
I dalbottnen rinner Kärkejokk ner genom landskapet, med vattnet från Rissajaure och Kärkereppe.